# Rajindraparsad Seechurn
Rajindraparsad Seechurn (3 giugno 1970) è un arbitro di calcio mauriziano.

## Carriera
Arbitro della massima serie mauriziana dal 2001, Seechurn è stato nominato internazionale il 1º gennaio 2004.
A partire dal 2008 ha cominciato ad essere designato con una certa continuità nella CAF Champions League.
A livello di nazionali, ha diretto moltissime partite di qualificazione ai mondiali del 2010. Inoltre, ha anche diretto varie gare amichevoli.
Nel gennaio del 2010 ha preso parte per la prima volta alla fase finale della Coppa delle nazioni africane, dirigendo nell'occasione due partite della fase a gironi.
Nel gennaio del 2012 è selezionato dalla CAF per la Coppa delle nazioni africane 2012, la seconda nella sua carriera. Nell'occasione dirige due partite della fase a gironi.
Nel gennaio del 2013 è nuovamente selezionato per la Coppa delle nazioni africane 2013. Terza partecipazione di fila per il fischietto mauriziano. Viene impiegato in una partita della fase a gironi, e successivamente in un quarto di finale. Infine, è selezionato come quarto ufficiale per la finalissima di Johannesburg del 10 febbraio 2013. tra Nigeria e Burkina Faso.
Nell'ottobre del 2013 è designato per dirigere uno dei cinque spareggi CAF per l'accesso ai mondiali 2014, e precisamente la sfida di andata tra Costa d'Avorio e Senegal. Un mese dopo, ottiene anche la direzione di una delle gare di ritorno, questa volta tra Camerun e Tunisia.
Nel gennaio del 2015 è selezionato per la Coppa delle nazioni africane 2015. Questa è stata la sua quarta apparizione nella manifestazione continentale. In questa circostanza, viene impiegato per dirigere due gare della fase a gironi ed un quarto di finale. Nel quarto di finale, tra Tunisia e Guinea Equatoriale viene molto contestato dai tunisini per aver assegnato a tempo scaduto un rigore ai padroni di casa, che permette di fissare il punteggio sull'1-1 ed andare successivamente ai supplementari, dove gli equatoguineani poi la spunteranno segnando ancora e qualificandosi per le semifinali. La partita termina con una rissa e l'arbitro mauriziano deve essere scortato dalla polizia.. Pochi giorni dopo, la CAF rende noti i provvedimenti a seguito della prestazione (ritenuta insufficiente e deficitaria) dell'arbitro mauriziano nel quarto di finale disputato a Bata: esperienza terminata nella competizione, sospensione dall'arbitraggio internazionale per un periodo di 6 mesi e rimozione dalla lista degli arbitri Elite "A" della confederazione africana.
Il 31 dicembre 2015 viene ritirato dalle liste internazionali.